# International Council for the Exploration of the Sea
Der International Council for the Exploration of the Sea (ICES, deutsch Internationaler Rat für Meeresforschung) wurde am 22. Juli 1902 in Kopenhagen von acht europäischen Ländern gegründet: Dänemark, Finnland, Deutschland, den Niederlanden, Norwegen, Schweden, Russland und Großbritannien. Erster Präsident des Rates war 1902–1908 der Deutsche Walther Herwig.
Heute zählt der ICES 20 Mitgliedstaaten. Nach den acht Gründungsstaaten sind das Belgien, Kanada, Estland, Frankreich, Island, Irland, Lettland, Litauen, Polen, Portugal, Spanien und die USA. Außerdem besitzen sechs Länder einen Beobachterstatus: Australien, Chile, Griechenland, Neuseeland, Peru und Südafrika. 
Gründungsmitglied Russland wurde ab 30. März 2022 aufgrund des Ukrainekrieges bis auf Weiteres von allen Aktivitäten des ICES ausgeschlossen. Als Reaktion erklärte Russland mit Schreiben vom 29. November 2024 seinen Austritt aus der Organisation. Nach Artikel 17 der ICES-Konvention von 1964 endet die Mitgliedschaft ein Jahr nach dem Eingang des Schreibens bei der dänischen Regierung, also am 9. Dezember 2025.  
Ziel des ICES in den Anfangsjahren war die wissenschaftliche Arbeit an allen praktischen Problemen der Fischerei. Heute werden 110 Fischarten wissenschaftlich überwacht und deren Bestandsentwicklung erforscht. Außerdem soll der Rat als interdisziplinäres Forum für alle Fragestellungen der Meeresforschung dienen.

## Arbeit
Mit der Zeit hat sich der ICES zu einer modernen zwischenstaatlichen Organisation entwickelt, die sich vorwiegend mit Meeresforschung im Nordatlantik sowie in der Nord- und Ostsee beschäftigt. 2006–2012 war mit Gerd Hubold ein deutscher Meeres- und Fischereibiologe Generalsekretär, 2015–2018 war mit Cornelius Hammer zum vierten Mal ein Deutscher Präsident des ICES. Heute koordiniert die Organisation mehr als 100 ICES Expert Groups an verschiedenen wissenschaftlichen Institutionen, die fast alle Aspekte in marinen Ökosystemen abdecken.

## Liste der Präsidenten

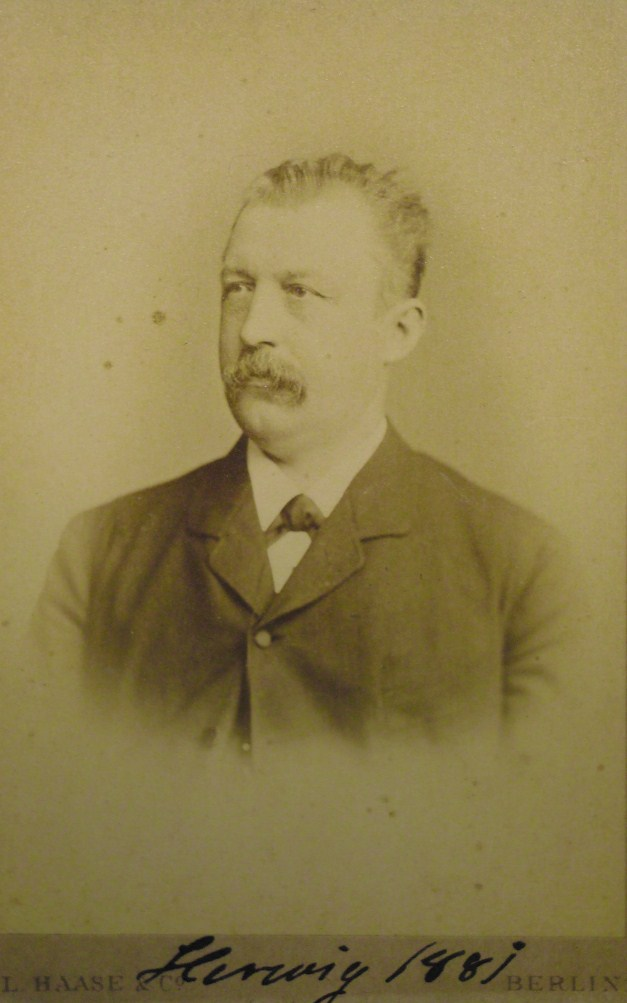
Walther Herwig (1881)

- Walther Herwig, Deutschland (1902–1908)
- W. E. Archer, Großbritannien (1908–1912)
- F. Rose, Deutschland (1912–1915)
- Otto Pettersson, Schweden (1915–1920)
- Henry G. Maurice, Großbritannien (1920–1938)
- Johan Hjort, Norwegen (1938–1948)
- K. A. Andersson, Schweden (1948–1952)
- A. T. A. Dobson, Großbritannien (1952–1955)
- Harald Ulrik Sverdrup, Norwegen (1955–1957)
- Å. Vedel Tåning, Dänemark (1957–1958)
- J. Furnestin, Frankreich (1958–1963)
- J. Hult, Schweden (1963–1966)
- A. E. J. Went, Irland (1966–1969)
- W. Cieglewicz, Polen (1969–1972)
- R. Letaconnoux, Frankreich (1972–1975)
- Georgi Wassiljewitsch Nikolski, UdSSR (1975–1976)
- B. B. Parrish, Großbritannien (1976–1979)
- Gotthilf Hempel, BRD (1979–1982)
- W. S. Wooster, USA (1982–1985)
- O. J. Østvedt, Norwegen (1985–1988)
- Jakob Jakobsson, Island (1988–1991)
- D. de G. Griffith, Irland (1991–1994)
- A. Maucorps, Frankreich (1994–1997)
- L. Scott Parsons, Kanada (1997–2000)
- Pentti Mälkki, Finnland (2000–2003)
- M. P. Sissenwine, USA (2003–2006)
- Joe Horwood, Großbritannien (2006–2009)
- Michael Sinclair, Kanada (2009–2012)
- Paul Connolly, Irland (2012–2015)
- Cornelius Hammer, Deutschland (2015–2018)
- Friedrich W. Köster, Dänemark (2018–2021)
- William Karp, USA (2021–2024)
- Carl O'Brian, Großbritannien (2024– )

## Liste der Generalsekretäre
- P. P. C. Hoek, Niederlande (1902–1908)
- C. F. Drechsel, Dänemark (1908–1927)
- K. Schøning, Dänemark (1927–1932)
- Wilhelm Nellemose, Dänemark (1932–1944)
- E. Brønniche, Dänemark (1944–1945)
- Harald Blegvad, Dänemark (1945–1950)
- P. Jespersen, Dänemark (1950–1952)
- V. Dessau, Dänemark (1952–1953)
- Á. Fridriksson, Island (1954–1964)
- H. Tambs–Lyche, Norwegen (1964–1983)
- B. B. Parrish, Großbritannien (1983–1989)
- E. D. Anderson, USA (1989–1993)
- C. C. E. Hopkins, Norwegen (1994–1999)
- D. de G. Griffith, Irland (2000–2006)
- Gerd Hubold, Deutschland (2006–2012)
- Anne Christine Brusendorff, Dänemark (2012–2021)
- Alan Haynie, USA (2022–)

## Referenzen
- Helen M. Rozwadowski: The Sea Knows No Boundaries. A Century of Marine Science under ICES, University of Washington Press, 2002. ISBN 0-295-98259-4
- Arthur E. J. Went: Seventy years agrowing. A History of the International Council for the Exploration of the Sea. Rapports et Procès-Verbaux des Réunions du Conseil International pour l’Exploration de la Mer 1902-1972, Kopenhagen 1972.
- https://www.ices.dk/news-and-events/news-archive/news/Pages/Council112.aspx
- https://www.ices.dk/news-and-events/news-archive/news/Pages/GenSec22.aspx